# Gouvernement Nzapayeké
Ve République
Gouvernement Tiangaye III Gouvernement Kamoun I
Le gouvernement Nzapayeké est le gouvernement de la République centrafricaine depuis la publication du décret présidentiel du 27 janvier 2014 au 22 août 2014. Il s’agit du premier gouvernement nommé par la présidente de transition Catherine Samba-Panza.

## Composition
Le gouvernement est constitué du Premier ministre, de deux ministres d’État et 18 ministres, dont deux sont issus de la Séléka, et un du forum civique, six d’entre eux étaient ministres du gouvernement précédent de Nicolas Tiangaye.

### Premier ministre
- Premier ministre : André Nzapayeké

### Ministres d’État
- Ministre d’État chargé des travaux publics, de l’urbanisme, de l’habitat et des édifices publics: Herbert Gontran Djono Ahaba (Seleka)
- Ministre d’État chargé du développement rural: Marie-Noëlle Andet-Koyara

### Ministres
- Ministre de la justice, garde des sceaux, chargé de la réforme judiciaire et des droits de l’homme: Isabelle Gaudeuille
- Ministre des affaires étrangères, de l’intégration africaine et de la francophonie: Toussaint Kongo Doudou
- Ministre de la défense nationale, chargé de la reconstruction des armées, des anciens combattants, des victimes de guerre et du DDR: le Général d’Armée Thomas Théophile Tchimangoa
- Ministre chargé de l’administration du territoire, de la décentralisation et régionalisation: Aristide Sokambi
- Ministre de l’économie, du plan et de la coopération internationale, chargé des pôles de développement: Mme Florence Limbio
- Ministre de la sécurité publique, de l’émigration-immigration: Colonel Wangao Kizimalé
- Ministre des finances et du budget: M. Rémi Yakoro
- Ministre des mines, de l’énergie et de l’hydraulique: M. Olivier Malibangar
- Ministre de l’économie forestière, de l’environnement et du tourisme: M. Hyacinthe Touhouyé
- Ministre de la santé publique, des affaires sociales et de l’action humanitaire: Docteur Marguerite Samba
- Ministre de l’éducation nationale, de l’enseignement supérieur et de la recherche scientifique: Mme Gisèle Bedan
- Ministre de la communication et de la réconciliation nationale: Mme Antoinette Montaigne née Moussa
- Ministre des postes et télécommunications chargé des nouvelles technologies: M. Abdallah Kadre Hassan
- Ministre de la fonction publique, du travail et de la sécurité sociale et de l’emploi: M. Eloi Anguimaté (Forum Civique)
- Ministre des transports et de l’aviation civile: M. Arnaud Djoubaye Abazène (Seleka)
- Ministre du commerce, de l’industrie, de l’artisanat et des petites et moyennes entreprises: Mme Gertrude Zouta
- Ministre chargé du secrétariat du gouvernement et des relations avec les institutions: M. Gaston Mackouzangba